# Plumatella siolii
Plumatella siolii är en mossdjursart som beskrevs av Wiebach 1970. Plumatella siolii ingår i släktet Plumatella och familjen Plumatellidae. Inga underarter finns listade i Catalogue of Life.